# Hội chứng sợ công nghệ hiện đại
Hội chứng sợ công nghệ hiện đại, có tên khoa học là Technophobia (từ tiếng Hy Lạp τέχνη technē, "nghệ thuật, kỹ năng, thủ công" và φόβος phobos, "sợ hãi") là nỗi sợ hãi hoặc không thích công nghệ tiên tiến hoặc các thiết bị phức tạp, đặc biệt là máy tính. 
Mặc dù có nhiều cách giải thích về hội chứng sợ công nghệ hiện đại, hội chứng này trở nên phức tạp hơn khi công nghệ tiếp tục phát triển. Thuật ngữ này thường được sử dụng trong việc thể hiện ý nghĩa của một nỗi sợ hãi không hợp lý, nhưng những người khác tranh cãi lo sợ này là hợp lý. Nó đồng thời cũng liên quan đến hội chứng sợ máy tính và công nghệ. Tiến sĩ Larry Rosen, một nhà tâm lý học, người giảng dạy về máy tính, và giáo sư tại Đại học bang California, cho rằng có ba thể loại nhỏ điển hình của hội chứng sợ công nghệ hiện đại- "người dùng khó chịu", "nhận thức của người sợ dùng máy tính" và "lo âu của người sợ dùng máy tính". Lần đầu tiên nhận được thông báo rộng rãi trong cuộc cách mạng công nghiệp, những người mắc phải hội chứng sợ công nghệ hiện đại đã được quan sát để ảnh hưởng đến xã hội và các cộng đồng khác nhau trên toàn thế giới. Điều này đã gây ra một số nhóm thực hiện quan điểm chống lại một số phát triển công nghệ hiện đại nhằm duy trì hệ ý thức của họ. Trong một số trường hợp, các công nghệ mới xung đột với niềm tin đã được thiết lập, chẳng hạn như đối với các giá trị cá nhân của lối sống đơn giản và khiêm tốn. Ví dụ về các ý tưởng kỹ thuật có thể được tìm thấy trong nhiều hình thức nghệ thuật, từ các tác phẩm văn học như Frankenstein đến các bộ phim như Metropolis. Nhiều người trong số các tác phẩm này miêu tả mặt tối của công nghệ như nhận thức của những người mắc phải hội chứng sợ công nghệ hiện đại. Khi công nghệ ngày càng trở nên phức tạp và khó hiểu, mọi người có nhiều khả năng chứa đựng những lo ngại liên quan đến việc sử dụng các công nghệ hiện đại của họ.

## Sự thịnh hành
Một nghiên cứu được công bố trên tạp chí Máy tính trong hành vi con người được tiến hành giữa năm 1992 và 1994 khảo sát sinh viên đại học năm thứ nhất ở nhiều quốc gia khác nhau. Tỷ lệ phần trăm người mắc phải hội chứng sợ công nghệ hiện đại trên tổng số 3.392 học sinh trả lời với nỗi sợ hãi về công nghệ là 29%. Trong khi đó, Nhật Bản có 58% số người mắc phải hội chứng sợ công nghệ hiện đại, Ấn Độ có 82%, và Mexico chiếm 53%.
Một báo cáo được công bố vào năm 2000 cho thấy khoảng 85 đến 90 phần trăm nhân viên mới tại một tổ chức có thể không thoải mái với công nghệ mới, và sợ hãi công nghệ hiện đại ở một mức độ nào đó.

## Lịch sử
Những người mắc phải hội chứng sợ công nghệ hiện đại bắt đầu thu hút sự chú ý của các quốc gia và quốc tế như một phong trào với những ngày đầu của cuộc cách mạng công nghiệp. Với sự phát triển của những cỗ máy mới có khả năng làm công việc của những thợ thủ công lành nghề chỉ bằng việc sử dụng những người đàn ông, phụ nữ và trẻ em không có tay nghề, những người làm việc kinh doanh bắt đầu lo sợ cho sinh kế của họ. Năm 1675, một nhóm thợ dệt đã phá hủy các máy móc thay thế công việc của họ. Đến năm 1727, sự tàn phá đã trở nên phổ biến đến nỗi Quốc hội đã phá hủy các máy móc vi phạm vốn. Tuy nhiên, hành động này đã không ngăn chặn làn sóng bạo động. The Luddites, một nhóm công nhân chống công nghệ, thống nhất dưới cái tên "Ludd" vào tháng 3 năm 1811, loại bỏ các thành phần chính từ khung đan, tấn công nhà cung cấp vật tư, và kiến nghị quyền thương mại trong khi đe dọa những vụ bạo động lớn hơn. 
Thế kỷ 19 cũng là khởi đầu của khoa học hiện đại, với các công trình của Louis Pasteur, Charles Darwin,Gregor Mendel, Michael Faraday, Henri Becquerel, và Marie Curie, và những nhà phát minh như Nikola Tesla, Thomas Edison và Alexander Graham Bell. Thế giới đang thay đổi nhanh chóng, quá nhanh đối với nhiều người, những người lo sợ những thay đổi đang diễn ra và khao khát một thời gian mà mọi thứ đơn giản hơn. Các nhà thơ như William Wordsworth và William Blake tin rằng những thay đổi công nghệ đang diễn ra như là một phần của cuộc cách mạng công nghiệp và điều này đã làm vấy bẩn cái nhìn ấp ủ của họ về bản chất của mọi thứ là sự hoàn hảo và tinh khiết.
Sau Thế chiến II, một nỗi sợ hãi về công nghệ tiếp tục phát triển, xúc tác bởi các vụ đánh bom Hiroshima và Nagasaki. Với sự gia tăng hạt nhân và Chiến tranh Lạnh, mọi người bắt đầu tự hỏi điều gì sẽ trở thành một phần của thế giới hiện nay mà nhân loại có sức mạnh để thao túng nó đến mức hủy diệt. Việc sản xuất các công nghệ chiến tranh như napalm, chất nổ và khí trong chiến tranh Việt Nam đã làm suy yếu niềm tin của công chúng đối với giá trị và mục đích của công nghệ. Trong thời hậu Thế chiến II, chủ nghĩa bảo vệ môi trường cũng diễn ra như một phong trào. Hội nghị ô nhiễm không khí quốc tế đầu tiên được tổ chức vào năm 1955, và vào những năm 1960, các cuộc điều tra về hàm lượng chì của xăng gây ra sự phẫn nộ giữa các nhà môi trường học. Trong những năm 1980, sự suy giảm tầng ôzôn và mối đe dọa của sự nóng lên toàn cầu bắt đầu được quan tâm nghiêm túc hơn.